# Episodi dei fumetti dei Transformer

## IDW

### Infiltration
Numeri 1 0-1-2-3-4-5-6 La giovane ladruncola sbandata Verity Carlo, il fanatico di teorie su extraterrestri Hunter O'Nion e il meccanico Jimmy Pink vengono coinvolti, uno dopo l'altro, nella guerra segreta tra Autobot e Decepticon; proprio in questo periodo il corso sta per cambiare e gli eventi accelerano, anche per la presenza di altri due giocatori in campo: un colosso industriale/militare chiamato la Macchinazione e una unità segreta del governo detta Skywatch; entrambe sono a conoscenza dell'esistenza della razza cybertroniana e sembrano ignorare o non differenziare le due fazioni.

### Stormbringer
Optimus Prime e i wreckers comandati da Springer rispondono alla chiamata di soccorso del vascello Autobot Calabi-Yau, i cui equipaggio (lo scienziato Jetfire e i Technobot) è stato catturato da una fazione di Decepticon rinnegati guidata da Bludgeon; questi intende riattivare Thunderwing, un decepticon che portó devastazione e morte su Cybertron millenni fa, a causa di un'invenzione non perfezionata. Quando il pianeta arrivò vicino ad essere distrutto dalla guerra, l'ambiente stava diventando invivibile per le radiazioni, e Thunderwing costruì una sorta di bio-corazza, un guscio in cui racchiudere il corpo per isolare la radioattività; sfortunatamente, l'esperimento, usato su se stesso, lo fece impazzire e costrinse Autobot e Decepticon ad unirsi per fermarlo. Ora Bludgeon vuole "telecomandare" Thunderwing a piacimento; gli Autobot dovranno impegnarsi duramente per sconfiggerlo, riuscendoci anche grazie ad una squadra di Decepticon mandata da Megatron a distruggere Thunderwing... a costo di sacrificare lo stesso pianeta Cybertron!!
Finito tutto, Jetfire scopre che Bludgeon ha usato un minerale simile all'energon ma più potente, creato da Shockwave millenni prima e mandato su vari pianeti, come la Terra; al sentire questo nome, Optimus ricorda un rapporto di Ironhide (spedito in Infiltration) e vi si reca.

### Spotlight
La collana Spotlight raccoglie storie autoconclusive ambientate nella stessa continuity IDW-G1; nessuna è necessaria per capire la trama principale, ma molte approfondiscono scoperte e rivelazioni delle miniserie; ognuna mette in luce un personaggio in particolare, e appaiono molti transformers che non si vedono in Infiltration, Escalation, Devastation; quattro storie, dedicate a Cyclonus, Doubledealer, Sideswipe e Hardhead, oltre ad essere in pratica continuazioni di precedenti numeri, compongono la mini Revelation. Inoltre, questa serie evidenzia le differenze con la continuity Marvel del carattere o delle peculiarità dei protagonisti.
1 Shockwave
Molti millenni prima degli eventi attuali, il Decepticon Shockwave studiò le possibili evoluzioni del conflitto e capì che l'energon sarebbe terminato; poiché questo era un pericolo per l'intera specie transformer, Shockwave elaborò all'insaputa di tutti, Megatron compreso, il progetto "Rigenesi"; accumulò energon grezzo, lo raffinò e lo caricò in testate da guerra che lanciò contro mondi scelti secondo particolari criteri; per evitare reazioni incontrollate, ogni tanto si recava a controllare l'andamento del 'raccolto'; in una sua visita sulla Terra preistorica, è seguito dai Dinobot; il loro caposquadra Grimlock è ansioso di vendicarsi di un attacco subito da un convoglio che trasportava energon, e ha disobbedito a un ordine diretto di Prime pur di trovare Shockwave; l'occasione è molto favorevole, ma c'è un problema; la quantità di energon è tale che le radiazioni manderebbero in blocco statico un Transformer, a meno di non usare uno scudo personale armonico come Shockwave; essendone loro sprovvisti, Grimlock incarica Slag di trovare una soluzione. Mentre Shockwave osserva i cambiamenti climatici terrestri e le estinzioni degli animali non adatti come specchio dei cambiamenti di Cybertron, Slag arriva ad una conclusione; l'unica è avvolgersi in un equivalente sintetico della pelle dei mammiferi creato nelle camere criogene di riparazione, cambiando contemporaneamente le forme alternative in quella di animali; Grimlock non è entusiasta ma non c'è altro modo; chiede però a Slag di trovare qualcosa di più pericoloso, qualcosa dotato di denti; ad un certo punto vedono ossa di dinosauri, e provando a ricostruire le immagini dei corpi, Grimlock le trova di suo gradimento. Conclusa la sua visita, Shockwave attiva il comando remoto della sua nave, scoprendo che non risponde; un istante dopo i Dinobot atterrano (con un teletrasporto metà Star Trek metà schianto) e si trasformano per attaccare; la logica di Shockwave non si adatta alle motivazioni vendicative e alla furia in battaglia dei Dinobot; messo con le spalle al muro, Shockwave spegne le sue funzioni più alte e sviluppa un nuovo programma che simula una rabbia cieca; così riesce a tener testa ai 5 e li sconfigge; non arrendendosi Grimlock si trasforma ma va in blocco statico in pochi secondi; credendo di aver risolto Shockwave comincia a crackare i codici di comando della nave Autobot, ma Grimlock si era premunito; la nave in orbita spara e colpisce un vulcano, e l'eruzione seppellisce tutti. Su Cybertron, Megatron nota la sparizione di Shockwave, sigilla il suo laboratorio ed incarica Bludgeon di indagare sugli ultimi esperimenti (in Stormbringer, si vedrà che Bludgeon ha usato quelle conoscenze per sé)
Terra, 2006: durante uno scavo un gruppo di paleontologi trova la mano di Shockwave parzialmente interrata..
note:
Le forme dei Dinobot assomigliano più ai personaggi di Beast Wars che ai dinosauri meccanici di G1; anche lì i transformers dovevano proteggersi dalle radiazioni; curiosamente, nella stessa epoca uscì una sotto-collezione chiama Dinobots di 6 figure.
2 Nightbeat
Krakon, un mercenario-avventuriero-esploratore, contatta Nightbeat con un'offerta irresistibile; vuol vendergli la "scatola nera" dell'Arca 1 recuperata sul pianeta Gorlan Prime; al rendezvous con la sua nave, Nightbeat lo trova morente e può solo udire le sue ultime parole su un buco nel pianeta; il detective ora è deciso più che mai a vederci chiaro. E comincia dalle domande di base: chi? cosa? perché? Krakon è l'unica vittima, non è morto in modo naturale, a bordo manca la scatola nera che aveva promesso e nient'altro.
La prima nave spaziale battezzata Arca era stata varata 6.2 meta-cicli fa, la sua missione era trovare un percorso sicuro tra la zona di Cybertron e l'espansione di Benzuli (termine astronomico!); 22 mila astro-cicli fa sparì senza lasciar traccia, e nessuno ne seppe nulla; i rapporti divennero racconti, i racconti dicerie, le dicerie leggende.
Nightbeat ha deciso di mettersi al lavoro sul mistero dell'Arca perché tutti gli altri credevano fosse meglio non capire; ricordando la conversazione con Krakon, si porta nell'orbita di Gorlan Prime, adatta la sua struttura ad un modello di veicolo locale e scende con un salto orbitale (specie di teletrasporto) per evitare i controlli. Girando per il centro abitato osserva che gli abitanti, creature del tutto organiche, stanno subendo un upgrade biomeccanico; l'Autobot allora ispeziona i siti di scavo (informazione recuperata dal computer di Krakon), e non trova nulla nei primi 3; nota però un'incongruenza: la società di Gorlam ha raggiunto un sufficiente sviluppo industriale solo 700 cicli stellari fa, mentre gli strati geologici indicano che l'evoluzione tecnologica è cominciata molto prima; questo suggerisce una manipolazione esterna; in pratica un enigma dentro un mistero. Al cantiere n°4 ci sono piccoli resti di materiale dell'Arca, una traccia.. o un'esca; dopo aver inviato alla nave in orbita un rapporto aggiornato per ogni evenienza, Nightbeat scende in un tunnel profondo, ignaro che è stato avvistato e forse seguito fin dall'arrivo da alcuni Transformers!
Nel sottosuolo c'è una intricata rete di tunnel grandi abbastanza per un cybertroniano, che porta a.. qualcosa; sembra una specie di grande lago sotterraneo, ma probabilmente è un portale (C'è un buco nel pianeta...); la curiosità ha superato la prudenza e Nightbeat se ne pente subito; invece di aspettare una squadra tattica ha fatto di testa sua ed ora i suoi inseguitori lo hanno trovato. Sono transformers piccoli (ricordano i giocattoli della linea Micromasters) che sfoderano le armi, e mentre Nightbeat cerca di ragionare "qualcosa" o "qualcuno" emerge dal portale; il detective non pensa più, agisce e scappa; ma i Micromaster sono più veloci e lo tallonano; dopo averlo costretto in un vicolo cieco lo immobilizzano e lo portano via vivo come programmato.
Nightbeat si risveglia su di un tavolo operatorio, con delle voci che accennano ad una espansione imminente; capisce che è stato attirato volutamente confidando sulla sua curiosità; il tempo passa e un congegno viene impiantato nel suo cranio, qualcosa che riceverà un avviso al momento giusto informandolo sul suo ruolo; poi il buio.
Più tardi Nightbeat è sulla sua nave; non ricorda nulla dell'accaduto, sta pattugliando il settore di Durzan chiedendo solo un buon mistero da risolvere; pensa di rispolverare uno dei grandi tre (non si capisce quali, ma certo ci deve essere quello dell'Arca 1!), quando Optimus Prime lo chiama; il leader degli Autobot vuole i suoi talenti, e fissa un incontro con lui all'Arca 32, ora in rotta verso la Terra! Rispondendo Nightbeat ha una specie di capogiro, ma lo ignora e prepara la rotta.. mentre un monitor chiede cosa fare con l'ultimo rapporto che aveva trasmesso!
note: la figura che si vede durante l'operazione chirurgica di Nightbeat era sconosciuta (qualcuno sostiene si tratti dei Quintessoni), ma in una recente intervista Simon Furman, che scrive tutte le storie di Spotlight, Infiltration ed Escalation, ha rivelato che si tratta di un personaggio di una dimensione parallela, Galvatron.
3 Hot Rod
Deciso a penetrare nella colonia penale Decepticon di Stix, Hot Rod si avventura da solo nell'orbita del piccolo pianeta che la ospita "cavalcando" una tempesta di meteoriti; spenti tutti i sistemi non indispensabili, ogni radar lo considera un detrito come gli altri, e solo all'ultimo momento attiva il campo nullificatore per proteggersi dall'impatto; anche così "l'atterraggio" è violentissimo; mentre aspetta il riavvio lo spericolato Autobot ritorna con la mente al motivo che lo porta lì..
Il passato:
Al suo primo comando sul campo di una unità, Hot Rod deve recuperare un antico artefatto che no deve finire in mano ai Decepticon; giunta al nascondiglio dell'oggetto, il bunker Omega, la squadra prepara una messa in scena per ingannare i guardiani Omega, strane statue che in realtà sono i custodi letali della Magnificenza, l'obiettivo della missione.
Ora:
Tornato in efficienza, Hot Rod spara un congegno che rilascia un virus nella rete di computer di Stix; il carcere ha fama d'essere il più sorvegliato, sicuro e punitivo esistente, insomma imprendibile, ma il giovane soldato non accetta parole come "impossibile" e sinonimi; il virus è programmato per sembrare casuale, però il suo percorso è studiato e sincronizzato per penetrare fino all'obiettivo, e alla redenzione a lungo cercata.
Il passato:
Mentre la strumentazione di proiettori, cariche e simulatore crea immagini realistiche per attirare i guardiani, Hot Rod e Download si infilano in un tunnel scavato apposta e raggiungono la camera centrale della Magnificenza, ritenuta una sorta di oracolo onnisciente che nessuno deve sfruttare per tornaconto personale; in quel momento tutto va a carte 48! Hot Rod perde le comunicazioni sentendo che Gizmo, Backseat e Dealer vengono attaccati dai guardiani; e quando Download disattiva il campo di forza che protegge la Magnificenza anche i guardiani della camera si svegliano
Ora:
Penetrato nel settore delle celle, Hot Rod si maschera da Decepticon mentre il virus apre tutte le porte; la procedura standard del personale prevede che i pezzi grossi si mettano in salvo, ma se sono liberi tutti i prigionieri gli ufficiali di grado più alto si barricano e aspettano rinforzi dal comando; quello è il percorso d'uscita per lui e per l'unico sopravvissuto della squadra, Dealer..
Il passato:
.. che Hot Rod non ha potuto portare con sé l'altra volta; altri ordini classificati "solo per occhi" (espressione dello spionaggio sinonimo di Top Secret) lo costringono a lasciare indietro la squadra e fuggire con la Magnificenza, per nasconderla in un luogo da non rivelare a nessuno.
Ora:
Quando Hot Rod ha sentito una voce che dava Dealer prigioniero a Stix, ha fatto di tutto per arrivare lì; ora che l'ha trovato lo "traveste" con un simbolo Decepticon che proietta un'immagine sul corpo di chi lo porta e lo trascina fuori, ruba una navetta e lo porta via
Dieci cicli dopo Dealer è guarito e si spreca in ringraziamenti tanto che Hot Rod è più imbarazzato che quando è venuto a trovarlo per scusarsi; Dealer gli risponde di non preoccuparsi e auspica che possano essere grandi amici. Ma appena è libero e trova una linea sicura Dealer contatta Banzaitron del Servizio Segreto Decepticon; ha lavorato per lui durante la missione di recupero, che ha fatto fallire; non fosse stato per la fuga inaspettata di Hot Rod Banzaitron avrebbe già ciò che vuole, ma Dealer non si scoraggia; ora che Hot Rod è più vulnerabile, può guadagnarsi la sua fiducia e scoprire il nascondiglio della magnificenza. Banzaitron commenta che anche lui stesso dovrà tenere d'occhio Dealer, che ribattezza DoubleDealer!
note: i guardiani Omega sono personaggi inventati per nome ed aspetto, ma nonostante tutto ricordano i Guardiani di Cybertron, noti anche come le sentinelle Omega di cui Omega Supreme è l'esponente più noto. La Magnificenza ha la forma di una sfera aperta con una depressione stile cratere lunare, le vengono attribuiti poteri quasi divinatori o quantomeno di conoscenza illimitata. Il modello di Dealer è preso dal giocattolo di DoubleDealer, un Decepticon PowerMaster; DoubleDealer ha due partner nebulani, e a seconda di quale si inserisce si trasforma in un meccanoide Autobot o un falcone Decepticon.
4 Sixshot
Nel quartier generale Decepticon orbitale, Sixshot è solo con i suoi pensieri; quando non è impegnato a seminare freddamente distruzione e massacri (l'ultima volta ha devastato un intero pianeta!) si sente vuoto e privo di scopo; non come se fosse sul bordo di un abisso... piuttosto come se lui fosse l'abisso; i suoi compagni Decepticon lo evitano e lo temono, a parte cinque di loro; una piccola squadra composta da Hun-Grrr, Cutthroat, Blot, Rippersnapper e Sinnertwin, ovvero i Terrorcon! I Terrorcon aspirano a diventare come Sixshot, e più lui li allontana più loro si intestardiscono; però al momento mancano perfino loro.
Sixshot entra nel centro di comando e chiede dei Terrorcon, tanto per occupare almeno il tempo; l'addetto di turno cerca nel computer tentando invano di non tremare; i Terrorcon sono stati spediti al pianeta Mumu-Obscura, sistema Eigerson-48, ma non ne sono mai tornati; le missioni di ricognizione sono state respinte; pare che il pianeta sia caduto in mano ai Reapers
Dopo aver scaricato i pochi dati raccolti, Sixshot parte e riflette; i Reapers sono una leggenda, una specie di Uomo Nero, di cui si prova ancora a separare fatti e mito; comunque al suo arrivo Sixshot viene accolto da missili terra-aria, torrette automatiche camuffate da asteroidi, e un paesaggio spettrale e devastato; nessuno ha mai capito perché i Reapers facciano quel che fanno, distruzione senza senso e senza limiti, inutile per sfruttare le risorse di un pianeta
Dopo un po' compaiono i Reapers, che lo salutano e lo sfidano a riprendersi i Terrorcon con la forza; Sixshot non ha problemi e comincia la battaglia; pur avendo molte frecce al suo arco, ad un certo punto il Decepticon deve fare molta attenzione e qui capisce che i Reapers stanno o giocando con lui oppure testandolo; un lampo e un portale dimensionale, e i Terrorcon vengono riportati qui. Sixshot non si fida e chiede cosa vogliono; la risposta è "Te!"
I Reapers sentono affinità con Sixshot e vorrebbero che si unisse a loro; il loro intento è sfuggire alla spirale di devastazione infinita distruggendo tutti i possibili obiettivi per terminare le guerre; sono disposti ad accettare Sixshot offrendogli uno scopo e un luogo da chiamare casa, e in cambio gli chiedono di provare la sua alleanza distruggendo i Terrorcon; i quali, non credendo ai loro sensori audio, ricordano a Sixshot che loro hanno un legame; Sixshot salta e attacca con tutte le trasformazioni, e i Terrorcon sono illesi; i Reapers se ne vanno dicendo che si rivedranno; Sixshot si sente parzialmente perso, ma il simbolo decepticon che porta significa ancora qualcosa per lui; è il legame comune con gli altri compagni, e per ora è abbastanza!
note: Sixshot fece la sua prima apparizione in "Rebirth", il ciclo di tre puntate che chiude le puntate americane dei Transformers; ha poi un ruolo importante in "Transformers Headmasters", la serie giapponese che cancella "Rebirth" e continua la serie introducendo Headmasters, Powermasters e Targetmasters; in questa serie è una sorta di ninja decepticon, nonostante sviluppi col tempo un'amicizia col piccolo Daniel Witwicky (il figlio di Spike); alla fine passerà con gli Autobot, ma nella puntata 25 o 26 mostra una 7º modalità con la quale uccide Ultra Magnus.
5 Ultra Magnus
Sul pianeta Zull, un decepticon è terrorizzato nonostante il locale signore della guerra Karzai Lorcha gli ricordi che il pianeta è una fortezza impenetrabile, ma lui non ci crede e dice che chi è là fuori entrerà lo stesso.. proprio allora il muro esplode e Ultra Magnus entra in grande stile alla Robocop; si identifica come agente autorizzato dell'accordo di Tyrest ed intima a tutti di starsene buoni mentre si porta via il decepticon Swindle, ricercato per traffico d'armi di massa critica; Lorcha ordina alle guardie di ucciderlo, ma Ultra Magnus se ne sbarazza senza problemi; intanto Swindle ha preso una delle armi che vendeva, un acceleratore R infinito (la sua potenza deriva direttamente dal nucleo di una stella collassata) e spara da una balconata; Magnus evita di striscio la scarica e ricambia con uno dei missili sulle spalle; Swindle cade e viene preso in custodia; Lorcha riceve un avvertimento: dovesse dare rifugio ad un altro cybertroniano ricercato per gravi reati, Magnus verrà ad abbattere i muri della sua fortezza impenetrabile
sulla navetta di Ultra Magnus, Swindle cerca di evitare di finire davanti ad una corte marziale decepticon tentando il suo carceriere con una offerta allettante: Scorponok. Scorponok è un po' l'opposto di Magnus; se il proposito di vita del secondo è applicare le regole, quello del primo è infrangerle!
Scorponok ha più volte ignorato uno dei passi fondamentali del codice di conflitto interplanetario, l'accordo di non-interazione, che limita la condivisione di tecnologia cybertroniana; lui cerca specie con tecnologia avanzata e ambiguità morale, poi attira e catalizza risorse per creare variazioni di progetti e schemi militari; il rispettivo tornaconto dura finché non ottiene il meglio delle innovazioni ed infrastrutture locali, dopodiché cancella attentamente le sue tracce e sparisce. Ultra Magnus esita perché non vuole compromessi; una volta fatta una eccezione, la prossima è questione di tempo, e prima di accorgersene attraverserà la linea che dovrebbe tenere
Alla fine Magnus rilascia Swindle nel posto più remoto del quadrante senza nulla, a parte una cimice con cui rintracciarlo quando sgarrerà di nuovo; intanto verifica l'informazione, che porta al pianeta Nebulos e al Consorzio Zarak
Il consorzio è una facciata per un'enclave di scienziati nota come il 'Cranio', che risponde al presidente del consorzio Mo Zarak, il probabile unico collegamento diretto con Scorponok; il modus operandi è sparire nell'ombra e operare tramite intermediari marionette che non sanno per chi lavorano
Grazie al simulacro di olomateria, Ultra Magnus entra nell'edificio, e si incontra con un dirigente di basso livello, poi lo stordisce e assume il suo aspetto; ripetendo il trucco più volte, si insinua nelle profondità del complesso fino a raggiungere il Cranio; qui ha la prova dell'uso non autorizzato di tecnologia cybertroniana; un esperimento su un nebulano ricostruito come una sorta di cyborg, un uomo trasformabile!
Ma il simulacro viene individuato e neutralizzato; Ultra Magnus riesce a malapena a ritrarre la sua coscienza nel corpo metallico; persa la sorpresa si muove e sfonda i cancelli in una gara contro il tempo per arrivare a Scorponok prima che cancelli le prove e sparisca; mentre la sicurezza gli manda contro guardie meccaniche Magnus è più concentrato sull'uomo trasformabile; forse Scorponok è interessato a unire esseri umani e metallici ad un livello ben diverso
Penetrato nel sottosuolo Ultra Magnus è confrontato da Scorponok stesso, che non vuole più scappare; stavolta è sul punto di raggiungere un grosso risultato, quindi preferisce sistemare Magnus per sempre; ha una nuova configurazione (la forma di uno scorpione) e fa veramente male; però una delle scariche colpisce Zarak rivelando il suo corpo meccanicizzato, e Scorponok si ferma stranamente come fosse ferito nell'animo; incolpa Ultra Magnus che ha ripreso il fucile e gli spara. Chissà come non cade e scappa verso la sala del ponte spaziale intergalattico; al suo arrivo qualche secondo dopo, Magnus scopre che il computer ha resettato le coordinate, e giura di sbattere al fresco Scorponok a qualunque costo
25 cicli stellari dopo, sul pianeta Buras, Swindle finisce di nuovo tra le braccia di Ultra Magnus che fa rapporto (visto all'inizio di Escalation 1) e lo porta via; mentre Swindle tenta di fare un altro accordo, Ultra Magnus si chiede quanto lontano si spingerà per mantenere il suo giuramento
Note: Zarak (o Lord Zarak) era il partner nebulano headmaster di Scorponok, il quale, sia nella collezione Generation 1 che in Energon/Superlink, al momento della vendita in Giappone è stato rinominato dalla Takara Megazarak
6 Soundwave
Cybertron, Quartier Generale Decepticon, molto tempo fa
Megatron, al momento di affidare a Bludgeon l'incarico di investigare sugli esperimenti di Shockwave (vedi Spotlight: Shockwave e Stormbringer) sapeva di correre un grosso rischio, e incaricò Soundwave di tenerlo d'occhio; per eoni il fedele luogotenente lo ha sorvegliato, scoprendo che le informazioni passate a Megatron erano inconsistenti e non accennavano mai al progetto Rigenesi; però neanche lui ha mai parlato di Rigenesi a Megatron; si è limitato ad osservare, mentre la piccola congrega di Bludgeon (tutti Decepticon Pretender) espandeva il laboratorio di Shockwave e recuperava qualcosa dalle viscere di Cybertron; qualcosa ben nascosto e sorvegliato; alla fine, molto tempo dopo che Cybertron era stato dichiarato territorio off-limits, Bludgeon, Iguanus e Bomb-Burst partono per la Terra di oggi.
Eden, Texas, 1984
Soundwave li segue diligentemente anche lì, finendo in un cantiere edile a spiare (trasformato in radio) due facsimili di Bludgeon che avevano scoperto che anche la Terra conteneva filoni di Ultra Energon (o come Starscream lo ha chiamato, Minerale-13).
Alla chiusura giornaliera del cantiere gli operai se ne vanno, e Ravage li segue finché non sono lontani da qualsiasi insediamento umano; qui una navetta cybertroniana li raccoglie, e Laserbeak prende il posto di Ravage; la navetta va in Oregon, verso il monte Sant'Elena, un vulcano parzialmente attivo; la navetta oltrepassa l'ologramma che maschera l'entrata della base di Bludgeon, Laserbeak si crea prudentemente un altro ingresso; Bludgeon ha quasi terminato, manca solo un'ultima operazione che sarà svolta dai facsimili: far detonare due piccole cariche esplosive al plasma per costringere gli abitanti ad evacuare e potersi recare di persona sul posto ad estrarre il Minerale Rigenesi.
Soundwave richiama Laserbeak e sposta Ravage sul posto; ha sentito abbastanza, ora deve scegliere come sfruttare quest'informazione (nel periodo attuale l'Energon è terminato e una tale riserva farebbe gola a tutti); il mattino dopo Laserbeak recupera Soundwave (ancora in forma di walkman), mentre il cantiere esplode e i Decepticon si fanno avanti.
Al ritorno nella base, i tre sono attesi da Soundwave che ha deciso di approfittare dell'opportunità per ritagliarsi un posto al loro interno; Bludgeon quasi lo insulta affermando che non sono motivati da avidità o ambizione, e lo informa del recupero di Thunderwing; Soundwave capisce che la faccenda sta sfuggendo di mano e per una volta sceglie il bene più grande invece del suo; Laserbeak e Ravage aiutano a bilanciare lo scontro, ma Bludgeon li affetta con la sua spada; Soundwave esita un secondo e ciò gli è fatale: Iguanus gli punta contro un'arma presa dal laboratorio di Shockwave, e Soundwave è alle corde; tenta di far esplodere il Minerale-13 ma viene colpito dall'arma, che scavalca il circuito di trasformazione passando alla forma alternativa e bloccando la vittima in questo Stato; Bludgeon prende una carica al plasma e la getta in un flusso di lava, e i tre se ne vanno con il loro carico. Soundwave non può far nulla se non aspettare l'esplosione, che si verifica
Epilogo 1: Monte Sant'Elena, 1985
Una squadra dell'organizzazione chiamata Skywatch ispeziona il monte e trova i resti di Laserbeak; Joshua Red, il capo della squadra, è sicuro di ottenere i fondi che gli servono
Epilogo 2: Portland, Oregon, 2007
Un ragazzo vuol comprare un vecchio walkman in un negozietto; il suo amico sostiene che è ferraglia, e lui resta fedele al suo I-pod; la radiolina in questione è ovviamente Soundwave!
Note: Il Monte Sant'Elena è il vulcano in cui si schiantò l'Arca nelle storie Marvel, il risveglio dei Transformers al suo interno avviene con una eruzione nel 1984. Soundwave si maschera come walkman di un operaio giapponese, Hiro; la modalità cybertroniana di Bludgeon, come in Stormbringer, è un carro armato futuristico (il giocattolo era un tank terrestre) simile a Megatron; Megatron di contro non ha la forma delle storie Dreamwave (usata per la action figure da 6 pollici della collezione Titanium) ma un ibrido tra quella e il design di Armada Galvatron (Armada Megatron ricolorato)
7 Kup
Da chissà quanto Kup combatte delle schiere di robot zombi che vengono a trovarlo, con la sua scintilla impazzita ed il suo corpo prossimo a disattivarsi permanentemente; attacca qualunque essere vivente gli si avvicini, perfino un poveretto appena precipitato con la sua astronave; nel suo rifugio c'è il corpo semidistrutto di Outback, con cui Kup parla come fosse vivo, e ogni tanto dalla carcassa appare una sorta di spettro che lo spinge a resistere. La sua mente pensa solo ai cristalli di cui il pianeta è pieno; vuole proteggerli, per dirla tutta li vuole solo per sé; di notte i robo-zombi si avvicinano, ma non entrano mai, lo chiamano dicendogli di venire con loro; ma una notte tentano di entrare e Kup li respinge distruggendone una gran parte.
Gli zombi non sono zombi, ma Autobot dell'equipaggio dell'Arca 17 al comando di Perceptor; stanno tentando di salvare Kup, ma lui non capisce più nulla; arriva Springer e si fa aggiornare dall'unico sopravvissuto della squadra scesa: il pianeta è una bomba ad orologeria; i cristalli di cui è pieno sono disturbati da una radiazione che ha fritto anche la mente di Kup; se qualcuno spara, o la scintilla di Kup raggiunge il punto di fusione, addio! L'Autobot rimasto chiede a Springer dove diavolo erano i Wreckers e lo specialista di backup promesso; Springer risponde che i Wreckers erano agli antipodi della galassia (vedi Stormbringer), lo specialista sta arrivando, e lui stesso sta tentando di comunicare con Kup tramite una trasmittente nella testa di Outback (lo spettro).
In privato, Springer litiga con Prowl che non approva la missione di soccorso: Springer lo insulta e gli ricorda che Kup ha addestrato più di una generazione di Autobot, compresi alcuni dei migliori; Springer, Prowl, Sideswipe, Sunstreaker, Hot Rod.. lo stesso Optimus Prime; che ancora non sa nulla! tanto che Prowl minaccia di non coprire più il capo dei Wreckers; Springer lo manda al diavolo, perché Prime si precipiterebbe lì andando allo sbaraglio pur di fare qualcosa. La trasmissione viene chiusa e Perceptor dà parzialmente ragione a Prowl; intanto arriva la notizia che il backup è arrivato!
La notte successiva il copione sembra ripetersi, ma al momento critico arriva il back-up, cioè Trailbreaker (un Autobot capace di generare un campo di forza impenetrabile); blocca Kup e ferma la fusione della scintilla, ma il vecchiaccio è conciato male; Trailbreaker chiede subito un salto orbitale e torna sull'Arca 17
Più tardi, Trailbreaker e Springer parlano: Kup è tornato, ma la sua mente potrebbe non guarire mai, ed il suo corpo dipende dai macchinari (non ha mai voluto aggiornare la tecnologia dei suoi meccanismi, che ora sono obsoleti ed incompatibili); in più, Springer è oppresso dal senso di colpa per non aver aspettato Trailbreaker, e per averlo riportato in una condizione di vegetale che nessuno vorrebbe
8 Galvatron
Da un buco nero nei pressi dell'espansione di Benzuli fuoriesce un transformer, Galvatron, che sostiene di essere un araldo di un'entità immensamente potente, portatore della non vita; dopo aver ucciso delle creature che volevano scoprire la sua natura e bloccavano l'espansione, completando l'obiettivo secondario, Galvatron si dirige verso quello primario.. meditando di affrancarsi dalla sua condizione di servitù..
su Cybertron, al passo di Thunderhead, l'Autobot Sideswipe disobbedisce apertamente agli ordini contattando l'unità di stanza sulla Terra in cerca di Optimus Prime: risponde Ratchet, che non ha novità sulla sorte di Sunstreaker, il gemello di Sideswipe, e non sa dove sia Prime (vedi spotlight: Optimus Prime); mentre l'Autobot ripropone la sua richiesta di trasferimento sulla Terra, il capo della sua unità, Hound, gli ordina di chiudere la conversazione.
Jimmy e Verity commentano che Sideswipe è il loro tipo di Autobot, perché nessun altro si preoccupa molto di Sunstreaker
Gli ordini di Hound sono di mantenere il silenzio radio assoluto; Sideswipe contesta che non c'è più pericolo ora che Jetfire ha finito il suo lavoro; Hound decide comunque di punirlo facendogli fare il turno di guardia di Leadfoot
Galvatron è arrivato e non riconosce più Cybertron, perché se n'è andato prima ancora della Grande Guerra; era l'Età dell'Oro del pianeta, ed il Prime di allora preparò una spedizione a bordo della prima Arca per raggiungere l'espansione di Benzuli; quando la spedizione si bloccò davanti alle difficoltà dell'obiettivo, Galvatron fece qualcosa di estremo: diresse l'Arca nel buco nero!
Galvatron attacca Leadfoot e lo uccide, ma Sideswipe reagisce con furia; Galvatron ha ricevuto ordini di uccidere chiunque incontri, ma per qualche motivo preferisce sbarazzarsene senza terminarlo; attirati dai rumori arrivano Hound, Warpath e gli altri che cercano di prenderlo vivo; Sideswipe gli spara in piena testa e sembra averlo distrutto, ma Galvatron è inarrestabile; si trasforma in cannone e mette tutti al tappeto con un solo colpo; quando Hound raggiunge la radio per lanciare l'allarme è tardi: Galvatron ha preso ciò che voleva, il corpo di Thunderwing!
9 Optimus Prime
Nell'Arca 19, Optimus Prime è guarito dai danni ricevuti da Megatron; guarito nel fisico, ma c'è dell'altro nell'anima che non se ne va; distrattamente ascolta gli aggiornamenti di Prowl e le videoconferenze con Ultra Magnus, Hound, Wheelie e Springer, ripensando agli eventi in Brasnya
Mentre scaricava la sua coscienza per ingannare Megatron e fingersi morto (Escalation 5-6), Optimus ha sentito una presenza, anzi una leggenda, un pezzo di storia di Cybertron: un Prime! Il problema di Optimus è che nei momenti di crisi non può confidarsi con gli altri, perché deve essere più in alto degli altri; c'è una eccezione, e il leader degli Autobot decide, tra le proteste di Prowl, di prendere l'Arca 32 e recarsi nella nebulosa Muta-Gaath; qui, dentro un asteroide artificiale schermato dai sensori ed avvolto nei gas della nebulosa, risiede Omega Supreme!
Prime non sa di essere stato seguito da una nave, che ospita sei transformer decisi ad irrompere
Optimus è venuto per sapere la verità sulla prima Arca e su Nova Prime; è lui che Optimus Prime ha sentito in Brasnya, ma distorto e orrendamente cambiato. Omega Supreme conosceva Nova Prime e non andava d'accordo con lui su molte cose, come l'ideale cybertroniano ed il ritmo dell'evoluzione: Omega voleva isolamento e pazienza, Nova preferiva l'espansione e l'influenzare i grandi eventi del cosmo; ha testato più volte i limiti della scienza e della fede, credendo che i Transformers fossero migliori delle altre specie; l'arca era parte della sua espansione, ma il destino di nave ed equipaggio non è mai stato scoperto
Qualcosa abbatte il portone della sala, una creatura simile ad un transformer ma gigantesca e poco amichevole; quando Optimus chiede cos'è e che vuole, Omega lo corregge; non "è", "sono", e vogliono proprio lui! I due giganti si affrontano in un corpo a corpo tremendo; Omega Supreme è sempre stato ritenuto un'estrema risorsa, poiché ha un potere smisurato, eppure la creatura, Monstructor, gli strappa un braccio e lo schiaccia con una nave spaziale; Prime tenta di rallentarlo, ma Monstructor ha un campo di forza, quindi passa ad una tattica meno diretta, gli fa cadere addosso una grossa gru; non basta, ed Optimus fa un tentativo disperato sparando alla porta che comunica con l'esterno: la decompressione forzata spinge tutti fuori guadagnando qualche momento
Omega Supreme si dirige su una cometa di passaggio e Optimus si tiene a lui; Omega è ridotto male ma funziona; Prime vuole risposte, e fa valere la sua autorità; Jhiaxus, uno degli scienziati di Nova Prime, scelse sei individui (Bristleback, Icepick, Wildfly, Scowl, Birdbrain e Slog; sono i Mostri Pretenders!) per uno dei suoi esperimenti; cercò di unirli corpo e scintilla per creare un ammasso di potere ed intelligenza, ma essi sono regrediti in un mostro; alla scomparsa di Nova Prime e Jhiaxus, Omega Supreme si è preso la responsabilità di bandirli in una prigione al di fuori di questa dimensione, dove sarebbero dovuti restare fino alla morte.
Optimus è disgustato dall'atteggiamento di Nova come di Omega, tutti impegnati a suo parere a giocare ad essere Dio; Omega lo richiama alla realtà e gli svela dove Monstructor è vulnerabile; Prime cerca di ragionare con i sei ma non serve, quindi li colpisce dove fa male, e giura che li aiuterà: in un modo o nell'altro!
Una squadra di Autobot sta portando Omega al sicuro e i sei aggressori lontano; Prime ordina a Jetfire di fare tutto quel che può ma facendo molta attenzione; Omega Supreme raccomanda ad Optimus di tenere la tecnologia di combinazione fuori dalla portata dei Decepticon o sarà la fine; Prime ritorna sulla Terra meditando sui suoi predecessori e sulle cicatrici che gli hanno lasciato.
10 Ramjet
Ramjet è un alto ufficiale Decepticon, arrivato di nascosto sulla Terra; si incontra con Skywarp chiedendogli se gli interessa aiutarlo a tradire Megatron, ma Skywarp temporeggia e cita un proverbio cybertroniano: nel dubbio, scommetti sempre sul leader; e gli parla di Starscream e della fine che ha fatto. Ramjet dice che non farà l'errore di sottovalutare Megatron
Il piano di Ramjet è acquisire il controllo di una fonte di energia e trovare un sistema per localizzare tutti i cybertroniani sulla Terra, Autobot E Decepticon! Alla base che ha scelto i mini-constructicon (robottini che ricordano i micromaster che formano Six-Builder, ricolorato un po' di tempo fa con lo schema di colori usato per Devastator!) hanno svolto il loro compito, e lo stesso ha fatto il facsimile infiltrato in un centro di ricerca europeo sulle energie alternative. Ramjet è pronto, ma quando accende il rivelatore di presenze cybertroniane, ne trova una dietro di sé! È Megatron in persona, che lo usa per spazzare il pavimento; Ramjet tenta di resistere ma è tutto inutile; un braccio e una gamba finiscono davanti all'atrio del centro ricerche, il resto del corpo nella base di Ramjet; meno la testa, che Megatron tiene per sé come trofeo, mentre Blitzwing ghigna e Skywarp ricorda di nuovo il proverbio "scommetti sempre sul leader"; cosa che lui ha fatto, tradendo Ramjet!

### Escalation
Ironhide e Sunstreaker hanno ricevuto da Prowl l'ordine di riaccompagnare Verity, Hunter e Jimmy alle rispettive case, ma vengono attaccati da mercenari agli ordini di un certo Drake; questi è stato ingaggiato dalla Macchinazione allo scopo di procurarsi un cybertroniano e portarglielo. La vittima scelta è Sunstreaker, al cui interno c'era anche Hunter!!
Intanto Megatron decide di restare sulla Terra per un po' e mandare avanti le operazioni di persona, oltre a scoprire qualcosa di più sul Minerale-13; Astrotrain sostiene che sia cinque o sei volte più potente del comune energon, ma l'origine è ignota. Megatron, incuriosito, ordina intanto ad Astrotrain di attivare i "facsimili", copie-fantoccio di umani in posizioni chiave tramite i quali i Decepticon agitano le acque nella seconda fase delle operazioni, Escalation!
Optimus Prime, Jazz e Wheeljack vanno nella stazione di polizia che ospita il corpo di Sunstreaker, ma gli uomini della Macchinazione li hanno preceduti; dopo un breve scontro, i 3 portano il corpo all'Arca 19. Ratchet si accorge subito che quello non è Sunstreaker; Prime intuisce che tutto è stato pianificato a puntino: Sunstreaker è stato portato via lasciando un falso perfetto per la polizia, che però andava distrutto affinché gli Autobot non lo scoprissero; convincerli che il loro compagno era morto era necessario affinché non lo cercassero più; Optimus comincia ad intuire che ci sono umani dietro questi atti.
Nello stato di Brasnya, al confine della Russia, Megatron, Blitzwing e Skywarp continuano l'escalation delle ostilità; Optimus Prime si reca lì con Prowl, Jazz e Wheeljack, per neutralizzare Megatron e catturare il clone-fantoccio, in modo da rintracciare gli altri. Nell'Arca 19, Jimmy e Verity stanno esaminando i finti resti di Sunstreaker e convincono Ratchet ad aiutarli; al momento di uscire a trovare risposte, Ironhide si unisce ai 3.
Nell'Arca 32, in orbita intorno alla Terra, i rinforzi chiesti da Prime (Nightbeat, Hardhead e Hot Rod) sono arrivati e ricevono l'ordine di aspettare dall'Arca 19; ma Hot Rod e Hardhead non ci stanno e si muovono subito!
In un luogo sconosciuto, Hunter è su un tavolo operatorio, semicosciente; un'équipe di chirurghi lo sta preparando per un intervento; gli viene somministrata l'anestesia e tutto diventa buio.
A Fort Wayne (Indiana), Ironhide, Ratchet, Verity e Jimmy entrano in un negozio che nasconde una base della Macchinazione, ma i ragazzi vengono addormentati, e Ironhide viene investito da un'esplosione poco dopo che Ratchet li ha portati fuori.
Hot Rod e Hardhead entrano in gioco, mentre Megatron sta distruggendo Prime poco a poco; anche così non cambia molto finché Optimus non torna alla carica costringendo il suo numero opposto alla ritirata; comunque l'operazione è stata un disastro, perché il facsimile è distrutto!
A Tampa, Florida, un membro della Macchinazione col cappello da cowboy sta aggiornando una testa di robot (in ombra e vista da dietro); l'attuale esperimento procede bene e l'ultimo soggetto non ha rigettato gli impianti; la testa è rassicurata ma non soddisfatta, la sua pazienza sta finendo; Dante (l'uomo che gli parla) spiega che non osano fare più in fretta per non compromettere l'esito: la testa non è il solo ad aver bisogno di una nuova chance. Più tardi, Dante (che è chiaramente l'umano a capo della Macchinazione) presenta Hunter come risultato del loro ultimo successo; la testa ordina la produzione di massa, mentre Hunter chiede cosa vogliono da lui; Dante sostiene che non gli è più necessario, anche se potrebbe diventare utile con il giusto ricondizionamento; la vignetta in fondo mostra robot incompleti, cloni senza testa di Sunstreaker.
Ad Eureka, Nevada, il sito di scavo dove è stata trovata la mano di Shockwave (vedi Spotlight: Shockwave) è stato chiuso agli scienziati che ci lavoravano; la buca dove la mano è apparsa è coperta da un tendone per nascondere gli uomini di Skywatch; una squadra di lavoratori e 5 tizi vestiti da "Men in Black" che disseppelliscono i Transformers sepolti; sono già affiorati il busto di Shockwave, la schiena di Snarl e il fianco di Slag o Sludge.
A Washington, D.C. l'agente Joshua Red di Skywatch ha appena saputo da un contatto nell'ex URSS della battaglia in Brasnya; i Transformers sono presenti in massa, e Red chiede aggiornamenti prima di muoversi; lo scavo Eureka (dove si trovano Shockwave e i Dinobot) è in orario sul programma ma non è finito, però altri due soggetti sono pronti: si tratta di Ravage e Laserbeak, riparati e funzionanti.
Riparato, Megatron esce dalla camera criogena e medita vendetta; ordina ad Astrotrain di convocare addirittura Sixshot, e al triforma prende quasi un colpo; i tempi non sono maturi per un suo utilizzo, comunque Megatron se ne frega e decide di passare alla prossima fase: Devastation.
Sul pianeta Mumu-Obscura i Reapers (vedi Spotlight: Sixshot) hanno saputo della partenza di Sixshot e della sua destinazione; dopo che il Decepticon avrà finito, loro termineranno la pulizia generale della Terra!
continua in Transformers: Devastation

### Devastation
Il gioco si fa duro. Arrivano gli HeadMasters. La guerra Autobot-Decepticon diventa di pubblico dominio. Megatron diventa irascibile e lunatico come negli anni ottanta. Ritorna Starscream.
Nightbeat ha analizzato il palmare rubato da Verity allo sconosciuto, trovando una trasmittente aggiunta al progetto originale; dopo che BumbleBee ha svolto un incarico per lui, Nightbeat tira le conclusioni e fa rapporto a Optimus Prime; quando Ratchet ha portato Verity all'Arca 19, i mandanti dell'uomo hanno circondato il lago Michigan con equipaggiamento di sorveglianza, e appena si sono sentiti sicuri hanno preso un cybertroniano (Sunstreaker), scegliendo a caso poiché non facevano differenza tra Autobot e Decepticon; alla domanda di Prime (chi sono e cosa vogliono) Nightbeat non sa dire chi, ma ritiene di scoprire presto cosa, grazie a Hot Rod e Wheeljack, che stanno dirigendosi a Warsaw; lì, in una ditta di autodemolizioni, Ratchet ha localizzato dopo molti giorni la posizione di Ironhide; i due ignorano di essere seguiti da un camper della Macchinazione, mentre una mezza dozzina di unità gli viene incontro!
Prime decide di seguire il consiglio di Nightbeat e ordina a Prowl di spostare l'Arca 19, ma vuole passare all'offensiva invece di restare sulla difensiva; BumbleBee tenterà di caricare un virus tracciante nel segnale delle attrezzature per rintracciarne i proprietari, e Optimus approva massaggiandosi le nocche delle dita.
Megatron sta facendo lo stesso gesto nel suo bunker mentre parla con Sixshot, arrivato sulla Terra; Sixshot è pronto ma esita, ricordando che dopo il suo passaggio tutti se ne accorgeranno. Ma Megatron non è più interessato a seguire la struttura delle fasi; vuole gli Autobot distrutti, spariti; vuole Devastazione. Sixshot si prepara e attende. Il dialogo avviene nella sala briefing, con vari Decepticon (i seeker Thundercracker e Skywarp, i battlechargers Runabout e Runamuck) a commentare che Megatron è completamente fuori di testa; Astrotrain chiede chi ha il coraggio di dirglielo in faccia e tutti tacciono; il triforma lo sapeva bene, ma sa a chi rivolgersi Brasnya Joshua Red ha portato una squadra di Skywatch ad investigare, oltre ad un aiuto adeguato; Ravage, riparato e ricondizionato per obbedire ai loro comandi Arca 19 Verity e Jimmy chiedono aggiornamenti a Jazz sui progressi della ricerca di Sunstreaker e Hunter, ma Jazz li avvisa di aspettare e non esagerare Sideswipe sta strepitando su Cybertron (in videoconferenza con Optimus) per venire sulla Terra; dopo che è riuscito a far tornare Hound davanti al monitor, Optimus gli annuncia che Jetfire porterà una squadra a smantellare la base di Bludgeon; la sua squadra invece deve raggiungerlo sulla Terra; inutile dire che Sideswipe è contento come una pasqua. Oregon, bunker decepticon Blitzwing non è sicuro che Astrotrain stia facendo la cosa giusta, ma il suo amico non vede altra soluzione; così i due oltrepassano il punto di non ritorno quando entrano nell'area di detenzione, dove un tubo criogenico ospita il corpo guarito ma disattivato di Starscream!
Sotto il lago Michigan, gli Autobot guidati da Prowl stanno preparando l'Arca 19 al decollo per il Golfo del Messico; quando la nave esce e parte viene avvistata da Ratbat, che riferisce a Megatron; Megatron ordina di mantenere la sorveglianza e manda Sixshot in campo. L'Arca 19 prosegue il volo senza problemi sopra i cieli di Knoxville, Tennessee, finché Sixshot non viene avvistato e riconosciuto; il decepticon (in modalità pistola) è superiore per manovrabilità e velocità, e fa fuoco colpendo la nave, che scende in picchiata su una zona abitata. Nella base della Macchinazione, Hunter sta gironzolando cercando un modo per scappare; trova invece una sala dove i tecnici seguono le unità che stanno per attaccare Hot Rod e Wheeljack che sono ancora in autostrada; improvvisamente i cloni di Sunstreaker li affiancano e fanno fuoco; pur non essendo come l'originale, sono pericolosi e i due Autobot non possono attaccarli per timore di colpire l'originale. L'Arca 19 sta precipitando, e Prowl si sforza di inventarsi qualcosa; ma è Optimus ad agire, ordinando a Jazz di convogliare tutta la potenza residua sui reattori funzionanti; Ratchet si dirige con Verity e Jimmy ad una capsula di salvataggio per ordine di Prime, mentre Sixshot è ancora all'inseguimento. Hot Rod e Wheeljack portano la battaglia in un'area di sosta isolata, dove i cloni-Sunstreaker si trasformano e uno di loro si toglie la testa e la deposita a terra; la testa diventa un uomo meccanico (in gran parte è metallo ma la testa è umana), che conosce i loro nomi e le loro tattiche: la Macchinazione sta usando Sunstreaker non solo come cavia fisica, ma anche come hub di rete per gli Headmasters per avere accesso a tutte le informazioni della sua memoria. Nel rifugio della Macchinazione, Hunter ha appena trovato la testa di Sunstreaker, scollegata dal corpo e connessa ad una serie di cavi; a malapena capace di parlare, 'Streaker implora Hunter di ucciderlo! Uscito dalla capsula, Ratchet la fa detonare per non lasciare tracce, si trasforma e prende a bordo Jimmy e Verity, leggermente ferita dall'impatto; seguendo l'ultima rotta nota dell'Arca, il medico spiega ai ragazzi chi è Sixshot, mentre il Decepticon lo individua e si lancia all'inseguimento
Wheeljack ha una piccola sorpresa in serbo per la Macchinazione di cui Sunstreaker non può sapere niente; la distrazione permette a lui e Hot Rod di allontanarsi, ma gli altri cloni li seguono: ora il duo deve mettere più distanza possibile dagli inseguitori perché il corpo di Ironhide sarà schiacciato tra meno di un'ora..
A fatica Sunstreaker spiega ad Hunter cosa gli hanno fatto, poi rinnova la sua richiesta; piuttosto che essere usato contro i suoi compagni preferisce essere distrutto; Hunter però ha visto un corpo clonato rimasto senza testa, e decide di sapere tutto sugli Headmasters
Sixshot ha raggiunto Ratchet, che si trova in una posizione difficile; mettendo un po' di distanza tra lui e l'arma vivente, scarica rapidamente i ragazzi che non può più proteggere e corre come un pazzo verso l'Arca; trova invece le acque del Golfo del Messico, e si prepara all'ultima difesa; contro Sixshot, da solo non ha speranze; l'istante in cui il Decepticon gli salta addosso in forma di lupo meccanico, gli Autobot dell'Arca, tutti sopravvissuti, riemergono e fanno fuoco unendosi allo scontro
Golfo del Messico
Gli Autobot si battono contro Sixshot, che non fa una piega; comincia a metterli fuori combattimento uno alla volta. La battaglia non sfugge alle autorità locali che chiamano i militari; anche loro hanno notato l'Arca 19 quando è apparsa sui radar (dopo che Sixshot l'ha danneggiata)
Intanto Nighbeat sta cominciando le procedure per accedere ai sistemi dell'Arca 32, rimasta altrove, ma gli occorrono ben 10 minuti!!
Washington
In un edificio abbandonato c'è il quartier generale di Skywatch; Joshua Red viene aggiornato sull'accaduto e ordina di richiamare i seeker (nel senso di cercatori, o ricognitori; non si riferisce ai Decepticon jet, bensì a Laserbeak e Ravage); il tecnico gli comunica che un segnale extraterrestre si è sovrapposto e sta inviando nuove istruzioni ai due; l'artefice è un vecchio walkman azzurro degli '80 con il simbolo decepticon!! (vedi Spotlight: Soundwave)
Golfo del Messico
Jimmy e Verity tentano inutilmente di parlare ad un poliziotto che devia il traffico, e ascoltano le comunicazioni della sua radio; l'aeronautica sta per lanciare un bombardamento a tappeto sulla zona
Alla base della Macchinazione, Sunstreaker ha finito di spiegare come stanno le cose; Hunter entra in un macchinario che gli consentirà di essere un Headmaster completo
Oregon
Skywarp, di turno al radar, riferisce a Megatron che una nave sconosciuta è apparsa all'improvviso sopra le loro teste; Megatron chiede come è possibile, ma la sua risposta arriva con l'inizio dell'attacco da parte dei Reapers; il leader decepticon ordina di richiamare Sixshot subito!
Golfo del Messico
Jimmy e Verity hanno raggiunto Ratchet, occupato a curare Bumblebee, e raccontano dell'attacco aereo. tutti gli Autobot sono fuori gioco tranne Optimus Prime; Nightbeat ha finalmente finito e avvisa Prime, che ordina un salto orbitale per tutti tranne se stesso; Nightbeat esegue lasciando Optimus alle prese con Sixshot; poco dopo il decepticon riceve l'ordine di tornare indietro e molla tutto; Prime ordina un salto orbitale per sé e sparisce mentre l'aviazione sta facendo terra bruciata sulla spiaggia
Arca 32
Ratchet sta controllando Verity e Jimmy, e si dispera quando non percepisce i loro segnali vitali; il salto orbitale non è pensato per esseri non cybertroniani come loro..
Oregon
Blitzwing avvisa Astrotrain che Megatron ha dato l'adunata generale, ma lui è occupato con Starscream, ora cosciente; il luogotenente vede subito un'opportunità e si ripromette di occuparsi di Sixshot di persona.!!
I Decepticon sono nei guai: i reapers non possono essere fermati, ma Sixshot sta tornando; tuttavia il sixchanger è titubante, a causa dei suoi trascorsi con loro; l'apparizione di Starscream decide per lui e i due avviano un duello aereo; per quanto svantaggiato, Starscream ha un asso nella manica: il codice per disattivare Sixshot, ottenuto da Megatron milioni di anni prima su Cybertron. Megatron non si è mai fidato a tal punto da non prendere precauzioni con i suoi soldati più potenti.
All'insaputa di tutti, Galvatron sta osservando gli eventi; lui è venuto solo per Sixshot, ma non può permettersi di esser visto, né tantomeno di lasciar vincere i reapers; quanto l'occasione si presenta, li decompone uno alla volta, lasciando ai Decepticon l'illusione di aver vinto, e se ne va col corpo inerte di Sixshot. Megatron si infuria con Astrotrain, intuendo che lui ha liberato Starscream, ma lo stesso Starscream richiama la sua attenzione su un problema più urgente; la battaglia è stata notata da caccia dell'aviazione!
Optimus Prime viene ragguagliato sull'attacco alla prigione di Garrus-9 (Spotlight: Arcee), e decide di partire per raggiungere l'impianto; ordina pertanto di richiamare Hot Rod e Wheeljack, ancora alle prese con i cloni di Sunstreaker.
Hunter ha terminato il procedimento per preparare gli headmasters come Sunstreaker gli ha indicato, ma l'Autobot non parla più; i tecnici della Macchinazione stanno smantellando tutto; in più, Abraham Dante si prepara a diventare egli stesso un headmaster, stavolta però la sorgente da cui attingere ricordi e tattiche è Scorponok!! Il gigantesco Decepticon rintraccia Hunter e questi ha appena il tempo di trasformarsi in testa, agganciare un clone di Sunstreaker inutilizzato e scappare.
Privi delle indicazioni dell'originale, i cloni sono in difficoltà; Wheeljack finisce fuori gioco, ma Hot rod è ancora in pista, e con l'arrivo di Hardhead la situazione cambia; Hot Rod non vuole però abbandonare la ricerca di Sunstreaker, e chiede a Hardhead di prendere Ironhide e Wheeljack e tornare all'Arca 32 senza di lui; Hardhead è combattuto, ma alla fine gli augura buona fortuna.
In un pianeta imprecisato dello spazio, Nova Prime e Jhiaxus preparano la loro squadra (composta da Galvatron, Cyclonus ed un altro cybertroniano) ad agire, poiché il momento è venuto per colpire.
Sull'Arca 32, Nightbeat è dentro la sua navetta a controllare la trasmissione inviata prima che i ricordi gli venissero cancellati (Spotlight: Nightbeat), e chiede ad Hardhead di accompagnarlo a scoprire cosa manca dal suo cervello.

### Revelation
In 4 numeri di Spotlight (Cyclonus, Doubledealer, Sideswipe e Hardhead) gli Autobot si battono contro Nova Prime (ora diventato Nemesis Prime) e i suoi fedeli compagni (tranne Galvatron che ha un suo piano); il Prime decaduto è finito in un universo parallelo dove qualcosa lo ha corrotto (o meglio ha esasperato le sue tendenze) ed ora lui vuole portare questa stessa tenebra anche nel suo universo di nascita; molti avvenimenti (l'amnesia di Nightbeat, la cattura di Dealer/Doubledealer, le peripezie di Arcee e Ultra Magnus ed altro ancora) hanno portato a questo momento, sennonché Nemesis Prime è costretto ad affrontare Optimus Prime di persona, cosa che voleva evitare; ed infatti, durante lo scontro, la Tenebra (che funziona come un doppio oscuro della Matrice) passa senza avvertimento dal vecchio Prime al nuovo; il primo viene tradito e ucciso da Galvatron, che riceve dal secondo la Tenebra che lo fa esplodere.
Alla fine, all'insaputa di Optimus, Galvatron è sopravvissuto.